# فرودگاه لونه پینه
فرودگاه لونه پینه (به انگلیسی: Lone Pine Airport) یک فرودگاه همگانی است که یک باند فرود آسفالت دارد و طول باند آن ۱۲۱۹ متر است. این فرودگاه در کشور ایالات متحده آمریکا قرار دارد و در ارتفاع ۱۱۲۲ متری از سطح دریا واقع شده است.